# 阿尔伯特·莫尔
阿尔伯特·莫尔（德語：Albert Moll，1862年5月4日—1939年9月23日），德国犹太裔性学家、精神分析学家、医学家。为推动性学的研究和发展做出了卓越的贡献。
早年在布雷斯劳、弗赖堡等地攻读医学，毕业后专攻精神病学，成为私人开业的精神科医生。
1891年，莫尔出版了关于同性恋的专著《反常的性感受》。1913年，组建国际性学研究会。1926年，在柏林组织召开第一届国际性学研究大会。

## 主要著作
- 《反常的性感受》（Die konträre Sexualempfindung）. Fischer’s Medicinische Buchhandlung, Berlin 1891, 296 Seiten (Die Conträre Sexualempfindung).
- 《性欲调查》（Untersuchungen über die Libido Sexualis）. Kornfeld, Berlin 1897.
- 《儿童的性生活》（Das Sexualleben des Kindes）. Hermann Walther Verlagsbuchhandlung, Berlin 1909.
- 《性学手册》（Handbuch der Sexualwissenschaften mit besonderer Berücksichtigung der kulturgeschichtlichen Beziehungen）. F. C. W. Vogel, Leipzig 1911, 1029 Seiten.